# Protogautieria lutea
Protogautieria lutea är en svampart som beskrevs av A.H. Sm. 1965. Protogautieria lutea ingår i släktet Protogautieria och familjen Gomphaceae.   Inga underarter finns listade i Catalogue of Life.